# Синдром на Мелкерсон-Розентал
Синдромът на Мелкерсон-Розентал е рядко неврологично разстройство, което се характеризира с епизодично повтарящи се лицева парализа, оточност на лицето и устните (обикновено засегната е горната устна – хеилитис грануломатозис) и характерно изменение на езика, който е покрит с дълбоки набраздявания (набразден език).:с. 799 Началото на симптоматиката започва от детството или ранното юношество, като оточността може да се задържи във времето и да се повиши. Впоследствие оточността може да остане трайно. Устните могат да останат твърди, напукани и набраздени с червено-кафяв оттенък. Причината за синдрома на Малкерсон-Розентал е неизяснена, но най-вероятно за развитието му е нужна генетична предразположеност. Известно е, че е изключително чест при определена етническа група в Боливия. Може също така да бъде симптоматичен за болест на Крон или саркоидоза. В света има около 400 случая.

## Причина
Състоянието не бива да се бърка със синдрома на Розентал, известен като хемофилия С – последният се причинява от дефицит на фактор на съсирване XI.

## Диагноза
Биопсията е важен диагностичен способ, както за потвърждаването на състоянието, така и за отхвърлянето на друг вид заболявания.

## Лечение
Лечението е симптоматично и може да включва нестероидни противовъзпалителни средства (НСПВС) и кортикостероиди, с цел намаляване на оточността, антибиотици и имуносупресори. Индикация за хирургична намеса е компресия на лицевите нерви, но ефикасността ѝ е несигурна.

## Прогноза
Синдромът на Мелкерсон-Розентал има рекурентен ход след първата му поява. Той може да добие хроничен характер. Последващите грижи трябва да включват мониторинг и превенция развитието на болестта на Крон или саркоидоза.

## Епоним
Синдромът е кръстен на Ернст Мелкерсон и Кърт Розентал.

## Проучвания
NINDS подкрепя проучвания на неврологични разстройства подобни на синдрома на Мелкерсон-Розентал. Голяма част от тези проучвания целят натрупване на знанията относно тези разстройства и разработване на начини за лечение, предотвратяване и в крайна сметка – излекуването им.